# Patricio Romero Barberis
José Patricio Romero Barberis (Quito, 13 de octubre de 1931 - Ibídem, 8 de diciembre de 2005) fue un abogado y político ecuatoriano.

## Trayectoria pública
Desde su juventud se desempeñó en varios cargos representativos, como presidente de los estudiantes del Colegio Mejía y de la Federación de Estudiantes Universitarios de Ecuador (FEUE). Una vez graduado de la Universidad Central del Ecuador ocupó los cargos de Presidente del Club de Abogados, Secretario y Sindico de la Unión Nacional de Periodistas y catedrático en varias universidades. En el ámbito deportivo fue presidente de la Asociación de Atletismo, de la Concentración Deportiva de Pichincha y fue vicepresidente del Comité Olímpico Ecuatoriano.
Inició su vida política como concejal de la ciudad de Quito, de 1965 a 1970.
Fue elegido prefecto de la provincia de Pichincha en 1978 por el Partido Liberal Radical Ecuatoriano. Durante su permanencia en la prefectura fueron notorios los proyectos en que buscaba promover el deporte en la provincia, así como el desarrollo de importantes obras reclamadas por la población. En 1982 se afilió a la Izquierda Democrática y fue candidato para la alcaldía de Quito, pero fracasó en su intento.
De 1986 a 1988 ocupó el cargo de diputado de Pichincha por la Izquierda Democrática. En las elecciones legislativas de 1990 volvió a ganar una curul como diputado de Pichincha, resultando además el tercer candidato más votado de la provincia, detrás sólo de Jamil Mahuad y Fabián Alarcón. Durante su periodo se desempeñó como jefe de la bancada de la Izquierda Democrática. En 1992 intentó ganar la prefectura de Pichincha, pero perdió ante Federico Pérez Intriago, candidato del Frente Radical Alfarista.
En años posteriores ejerció la abogacía, desempeñándose como el representante legal de las Fuerzas Armadas de Ecuador y como abogado defensor en litigios de tierras en la provincia de Santa Elena.
Falleció el 8 de diciembre de 2005 en el Hospital Metropolitano de Quito, a causa de un paro cardiorrespiratorio.